# Aleksandr Skliutovski
Alexandr Sklioutovsky es un pianista y pedagogo ruso radicado en Costa Rica.

## Biografía
Alexandr Sklioutovsky (en ruso: Александр Cклютовский) Pianista y pedagogo ruso nacionalizado costarricense. 
Se graduó en los más prestigiosos centros de enseñanza pianística de la Unión Soviética, en Moscú, Svedlovsk y Taskent. En el año 1984 obtuvo su título de Doctor (Ph. D.) como pianista y pedagogo. Su gran experiencia le permitió preparar a numerosos virtuosos a la vez que hacía notables contribuciones a la literatura con la autoría de 30 publicaciones científicas y metodológicas que versan sobre problemas de la interpretación de la música. Como concertista del piano, Alexandr Sklioutovsky ha ofrecido innumerables recitales y conciertos con orquestas sinfónicas, presentando su amplio repertorio de obras pianísticas clásicas y contemporáneas.
Desde el año 1991 Sklioutovsky reside y trabaja en Costa Rica. En este país fundó el Instituto Superior de Artes, para la enseñanza especializada y de excelencia de pianistas concertistas. A la vez, fue nombrado profesor catedrático y coordinador del área de piano principal de la Escuela de Música de la Universidad Nacional de Costa Rica. El Dr. Sklioutovsky ha preparado a sus estudiantes para ofrecer conciertos en las más importantes salas no solamente de Costa Rica, sino también en Ucrania, Lituania, Rusia, Francia, los Estados Unidos (Carnegie Hall y Kennedy Center, entre otras), México, Guatemala (Teatro Nacional), República Dominicana y El Salvador. 
Entre los alumnos del Dr. Sklioutovsky hay más de 90 ganadores y laureados en concursos nacionales e internacionales. En Costa Rica han sido premiados en los certámenes “Jóvenes Solistas” y “Jóvenes Pianistas de Costa Rica”, así como el “Concurso Centroamericano María Clara Cullel Teixidó”. Entre los certámenes internacionales celebrados en Estados Unidos los estudiantes del Dr. Sklioutovski han sido laureados en la “Interlochen Concerto Competition”, “The Pinault International Piano Competition” y la “Bartók–Kabalevsky–Prokofiev International Competition”. Entre los certámenes europeos ganados por alumnos del Dr. Sklioutovsky destaca el “Concurso Internazionale Valentino Bucchi”, de Italia.
El 8 de octubre de 2004 Alexandr Sklioutovsky recibió el “Premio a la Innovación Académica” otorgado por la Universidad Autónoma de México y la Universidad Nacional de Costa Rica. Sobre su trabajo y las presentaciones de sus estudiantes se han publicado 236 artículos de prensa escrita (La Nación, La Prensa Libre, La Extra, La República, y Tiempos del Mundo entre otros). Su labor con sus estudiantes se ha difundido también en transmisiones de radio y televisión a través de los canales 2, 4, 6, 7 y 13 de Costa Rica.